# Feminismo de las amazonas
El feminismo de las amazonas es una rama del feminismo que enfatiza la destreza física femenina como método para conseguir la igualdad de género.
Sus seguidores tienen como referencia la imagen de las heroínas amazónicas de ficción y en mujeres atletas, de artes marciales, halterofilia y en general de rasgos fuertes en la sociedad, el arte y la literatura. La interpretación de Camille Paglia de Uranian Aphrodite es un buen ejemplo del feminismo amazónico.
El Criticismo histórico puede ayudar a hacer aparecer más ejemplos de feminismo amazónico en la literatura anterior a la década de los años 1990. Un ejemplo claro de literatura de este tipo es Wonder Woman, concebido a principios de la década de los años 1940, parcialmente basada en las Amazonas de la Mitología griega.
El origen del término se encuentra en varias fuentes, lo que incluye a Thomas Gramstad, haciendo referencia a las mujeres guerreras mitológicas.